# 鳥越八幡神社
鳥越八幡神社（とりごえはちまんじんじゃ）は、山形県新庄市鳥越にある神社である。旧社格は郷社。社殿が国の重要文化財に指定されている。

## 社名
正式名称は「八幡神社」。「鳥越八幡宮」とも称す。

## 祭神
- 応神天皇

## 歴史
社伝によれば、寛喜元年（1229年）に鳥越義宣が相模国から鶴岡八幡宮を勧請、これを「新八幡宮」と称したことに始まるといい、当初は荒小屋（現新庄市北部）に祀られていたが、初代新庄藩主戸沢政盛の養子となった戸沢定盛が荒小屋で鷹狩りを行った際、愛鷹が行方不明になったのを悲しんで八幡宮に戻ってくるよう祈ったところ、鷹が定盛の元に舞い戻ったため、その神威に感じ入った定盛が寛永15年（1638年）に鳥越の地の鳥越楯跡に社殿を建立して八幡宮を移し、以降代々の藩主に崇敬されたという。
明治6年（1873年）郷社に列した。
なお、鳥越は羽州街道に沿った、新庄城下に入る手前に位置する地で、源義経の東下りの経路にも当たっており、中世には土豪により「鳥越楯」が築かれた場所でもあった。また、元宮である荒小屋の八幡宮は、現在も荒小屋地区に小さな祠として存在している。

## 祭祀
例祭に鳥越神楽（市指定無形民俗文化財）が奉納される。

## 社殿
- 本殿 - 寛永15年（1638年）の建立になる現存する新庄市最古の建造物。大型の一間社流造で、屋根は茅葺であったが、近年銅板葺に改められた。もとは内外とも丹や黒漆で彩色されていたようで、各部にその跡が残っている。意匠として、妻に太い虹梁（こうりょう）を渡して大瓶束（たいへいづか）の結綿（ゆいわた）に鬼面の彫刻を施し、また虹梁を支える力士像が彫刻されている。
- 拝殿 - 新庄藩2代藩主戸沢正誠による元禄4年（1691年）の建立。桁行3間梁間2間、入母屋造平入、銅板葺で、正面に1間の向拝（ごはい）を有し、背面からは幣殿を突出させて本殿に接続している。

本殿が各部の彫刻や色彩に富んだ江戸時代初期の華やかな意匠を有するのに対し、拝殿は総素木（しらき）造で江戸時代中期の堅実な特色を示し、ともに当地方における当時の建築技術の粋を伝える建造物として、昭和61年（1986年）12月20日に国の重要文化財に指定された。
他に鳥居などがある。

## 境内社
- 七所明神社 - 応神天皇の第2皇子である大山守命の左手が祀られている。
- 青麻神社

## 文化財

### 重要文化財（国指定）
- 本殿
- 拝殿

### 新庄市指定無形民俗文化財
- 鳥越神楽